# Robert Stewart, viscount Castlereagh
Robert Stewart, 2:e markis av Londonderry, KG, GCH, PC, född 18 juni 1769 i Dublin, död 12 augusti 1822 i Kent, känd fram till 1821 under sin artighetstitel viscount Castlereagh, var en anglo-irländsk politiker, som representerade Storbritannien vid Wienkongressen 1815. Han var också involverade i genomdrivandet av den kontroversiella Act of Union 1800.
Stewart inträdde i irländska underhuset 1790 och 1794-96 tillhörde han även det brittiska parlamentet. Han arbetade där för att öka Irlands självständighet och ersätta den brittiska ockupationen med en union mellan de båda länderna. Efter en kort militärtjänstgöring utsågs han till Chief Secretary for Ireland 1797. Han erhöll artighetstiteln viscount Castlereagh 1796, då hans far utsågs till earl av Londonderry. 
I rollen som Chief Secretary for Ireland spelade han en nyckelroll i nedslagandet av irländska upproret 1798. Efter upprorets krossande försökte Castlereagh, i strid med de militära ledarna, gå så milt som möjligt till väga. Han förordade amnesti av de upproriska och samarbetade med Pitt d.y. i realiserande av sina idéer angående Irland. Han fick som han ville i fråga om unionen och Irish Act of Union godkändes i båda parlamenten. Han försök att genomdriva en katolsk emancipation misslyckades däremot.
Både Castlereagh och Pitt d.y. avgick i protest mot att kung Georg III hade frågat Henry Addington om han ville ta över som premiärminister efter Pitt. Addington var motståndare till att låta irländska katoliker sitta i parlamentet, något som Castlereagh hade kämpat för.
Castlereagh kom tillbaka till politiken 1802 i kabinettet Addington som president i The East India board of control, och blev 1804 krigs- och koloniminister med Pitt som premiärminister. Efter Pitts död 1806 avgick Castlereagh i kaoset under Ministry of All the Talents. Efter att den regeringen föll samman kom Castlereagh ånyo tillbaka i hertigens av Portland regering 1807 som krigsminister. 
Som sådan var hans strategiska tanke att försöka anfalla Napoleon flanker, Östersjön och Pyreneiska halvön. Köpenhamsexpeditionen och Wellingtons angrepp mot Napoleons välde i Portugal lyckades, däremot inte anfallet mot Walcheren och Antwerpen, 1809, vilka båda var Castlereaghs idéer. Han blev involverad i en dispyt med utrikesminister George Canning angående misslyckandet med Walcherenexpeditionen och bägge avgick 1809. 
Tre år senare kom han tillbaka till regeringen, denna gång som utrikesminister, en post som han skulle inneha i 10 år. Efter mordet på Spencer Perceval 1812 blev han också ledare för underhuset. I rollen som utrikesminister spelade han en stor roll i att förhandla fram alliansen mellan Storbritannien, Preussen, Ryssland och Österrike och även i förhandlingarna om Parisfreden 1814, som gav fred med Frankrike och Wienkongressen 1815. Det var Castlereagh som föreslog Sankt Helena som Napoleons vistelseort.
Det anseende som Castlereagh förvärvat som utrikesminister, förlorade han dock genom sin inrikespolitik. Upphävandet av Habeas-corpusakten 1817 väckte missnöje, liksom Peterlookravallerna och Six-acts 1819. I depressionen vidtog lord Sidmouths regering ekonomiska åtgärder för att förbättra situationen, som blev mycket impopulära men inte ledde till förbättringar. Som ledare i underhuset fick han försvara många av regeringens beslut, vilket gjorde att Castlereagh fick klä skott för mycket av kritiken.
Utrikespolitiskt fortsatte han sin jämviktspolitik. För att minska Heliga alliansens inflytande planerad han åtgärder, som förebådade Cannings senare politik, bland annat erkännandet av de spanska kolonierna som självständiga stater och partitagandet för grekerna.
Efter faderns död 1821 blev han markis av Londonderry och samma år började han drabbas av paranoia. Den 12 augusti 1822 tog han sitt liv genom att skära halsen av sig med en brevkniv.
Han gifte sig 1794 med lady Amelia Anne Hobart (1772-1829), dotter till John Hobart, 2:e earl av Buckinghamshire. Barnlös.